# Zatrephes variegata
Zatrephes variegata är en fjärilsart som beskrevs av Rothschild 1909. Zatrephes variegata ingår i släktet Zatrephes och familjen björnspinnare. Inga underarter finns listade i Catalogue of Life.